# (13920) Монтекорвино
(13920) Монтекорвино (лат. Montecorvino) — астероид, относящийся к группе астероидов, пересекающих орбиту Марса. Он был открыт 15 августа 1985 года американским астрономом Эдвардом Боуэллом в обсерватории Андерсон-Меса и назван в честь итальянского города Монтекорвино-Ровелла.

Орбита астероида Монтекорвино и его положение в Солнечной системе